# 俄氏柿
俄氏柿（学名：Diospyros oldhamii），又名台东柿、俄氏红柿，为柿树科柿属下的一种落叶乔木，生于台湾中部和东部潮湿地区，开红色果，果实是当地松鼠及鸟类的重要食物来源。

## 扩展阅读
- 維基物種上的相關：俄氏柿